# هنريت إيجوي إيبونجو
هنريت إيجوي إيبونجو (بالإنجليزية: Henriette Ekwe Ebongo) (من مواليد 1950) هي صحفية وناشطة سياسية كاميرونية. حصلت هنريت على جائزة المرأة الدولية الشجاعة في عام 2011.
تدعو إيبونجو إلى حرية الصحافة والمساواة بين الجنسين وحقوق الإنسان والحكم الرشيد. كانت إيبونجو ناشطة في النضال ضد الديكتاتورية في الثمانينيات، والحملة الحالية ضد الفساد الحكومي، والتمييز بين الجنسين وانتهاكات حقوق الإنسان. وخلال هذا الوقت، عانت من القمع والتعذيب ومثولها أمام المحكمة العسكرية.
أسست إيبونجو الصحيفة الأسبوعية المستقلة بابيلا، وهي إحدى فروع منظمة الشفافية الدولية بالكاميرون، وهي منظمة غير حكومية لمكافحة الفساد.

## روابط خارجية
- US Department of State website